# Gammel Kirstineberg
Gammel Kirstineberg er en herregård i udkanten af Nykøbing Falster. Den fredede hovedbygning er opført i 1766.
Gammel Kirstineberg Gods er 643 hektar med Højgaard

## Ejere af Gammel Kirstineberg
- (1664-1766) Kronen
- (1766-1785) Hans Tersling / Peder Thestrup
- (1785-1789) Kirstine Hofgaard gift (1) Tersling (2) Colbjørnsen / Peder Testrup
- (1789-1806) Kirstine Hofgaard gift (1) Tersling (2) Colbjørnsen
- (1806-1845) Hans Christian Colbjørnsen
- (1845-1848) Peder Estrup
- (1848-1851) Jacob Brønnum Scavenius Estrup
- (1851-1863) Therman Ø. Hillerup
- (1863-1894) Victor Hillerup
- (1894-1935) Aksel Hillerup
- (1935-1953) Ellen Hillerup
- (1953-1970) Jørgen Hillerup
- (1970-2002) Anders Jørgen Hillerup
- (2002-2007) Linnéa Louise Treschow / Lars Jørn Hvidtfeldt Nielsen
- (2007-) Hofjægermester Linnèa Louise Treschow

## Ekstern henvisninger
- Gammel Kirstineberg Gods
- Gammel Kirstineberg - fra Dansk Center for Herregårdsforskning Arkiveret 11. februar 2017 hos  Wayback Machine
- https://www.kulturarv.dk/fbb/sagvis.pub?sag=9817981